# لوز منديز دي لا فيغا
لوز منديز دي لا فيغا (بالإسبانية: Luz Méndez de la Vega)‏ (2 سبتمبر 1919، إدارة ريتاليوليو في غواتيمالا - 8 مارس 2012، غواتيمالا في غواتيمالا)؛ كاتِبة، ممثلة، صحفية وشاعرة غواتيمالية.